# ديلون بينينغتون
ديلون بينينغتون (26 فبراير 1999 في المملكة المتحدة - ) (بالإنجليزية: Dillon Pennington)‏ هو لاعب كريكت بريطاني.

## وصلات خارجية
- ديلون بينينغتون على موقع إي آس بي آن كريك إنفو (الإنجليزية)